# 波秋奈机场
波秋奈机场，又称为普列奈机场，或普列奈波秋奈机场，位于立陶宛中部的普列奈區的波秋奈村，是一个飞行场和小型飞机场，距考纳斯市中心38公里。该机场可起降萨博2000、萨博340以及其它同级别的中小型飞机。目前主要被用于飞行运动。